# روث جاكسون
روث جاكسون (بالإنجليزية: Ruth Jackson)‏ ـ (13 ديسمبر 1902 ـ 28 أغسطس 1994) هي جرّاحة عظام أمريكية، كانت أول امرأة في الولايات المتحدة تحصل على شهادة البورد الأمريكي لجراحة العظام، وأول امرأة تحصل على عضوية الأكاديمية الأمريكية لجراحي العظام.
شاركت جاكسون في تأسيس رابطة تكساس لجراحة العظام (بالإنجليزية: Texas Orthopaedic Association)‏ سنة 1936. وقد توقفت عن العمل الجراحي سنة 1974، لكنها ظلت تجري الفحص الطبي للمرضى حتى سنة 1989.

## وفاتها
توفيت روث جاكسون في مركز جامعة بايلور الطبي في دالاس في 28 أغسطس 1994، عن عمر يناهز 91 عامًا.